# Hlboké (Klenovec)
Hlboké je osada obce Klenovec. Nachází se ve Veporských vrších v údolí Veporského potoka, asi 12 km na severozápad od centra obce.
Původní místní část Klenovce je v současnosti chatovou oblastí. Kdysi hospodářské usedlosti byly po vybudování vodní nádrže Klenovec nucené ukončit zemědělskou výrobu. Do osady zajížděl autobus, který zabezpečoval spojení obyvatel. Na Veporském potoce stála vodní turbínou poháněná pila, nedaleko které se nacházela zemědělská usedlost (tzv. kolešňa). V současné době jsou všechna původní obydlí upravená a využívají se jako chaty.